# Луїджі Джуліано (футболіст)
Луїджі Джуліано (італ. Luigi Giuliano, 16 серпня 1930, Верчеллі — 23 грудня 1993, Рим) — італійський футболіст, що грав на позиції опорного півзахисника, насмаперед за «Торіно» і «Рому». Залучався до лав національної збірної Італії.
По завершенні ігрової кар'єри — тренер.

## Клубна кар'єра
Народився 16 серпня 1930 року в місті Верчеллі. Вихованець юнацьких команд місцевого «Про Верчеллі».
У дорослому футболі дебютував 1946 року виступами за головну команду «Про Верчеллі», в якій протягом двої сезонів взяв участь у 5 матчах чемпіонату.
1948 року юного гравця запросив до своїх лав «Торіно», в якому той провів наступні шість сезонів своєї ігрової кар'єри, поступово ставши основним гравцем в опорній зоні півзахисту.
1954 року перейшов до «Роми», за яку відіграв наступні вісім сезонів, після чого завершив професійну кар'єру футболіста.

## Виступи за збірну
Восени 1955 року провів свою першу і єдину гру у складі національної збірної Італії, взявши участь у товариській грі проти угорців.

## Кар'єра тренера
Розпочав тренерську кар'єру, повернувшись до футболу після невеликої перерви, 1966 року, очоливши тренерський штаб грецького «Егалео».
Згодом працював на батьківщині, тренуючи молодіжну команду «Роми».
Помер 23 грудня 1993 року на 64-му році життя у Римі.
| Дата       | Місто    | Господарі | Результат | Гості  | Турнір           | Голи | Примітки |
| ---------- | -------- | --------- | --------- | ------ | ---------------- | ---- | -------- |
| 27-11-1955 | Будапешт | Угорщина  | 2 – 0     | Італія | товариський матч | -    |          |
| Усього     |          | Матчів    | 1         |        | Голів            | 0    |          |

## Титули й досягнення
- Серія A (1): 1948-49
- Кубка ярмарків (1): 1960-61